# Askil Holm

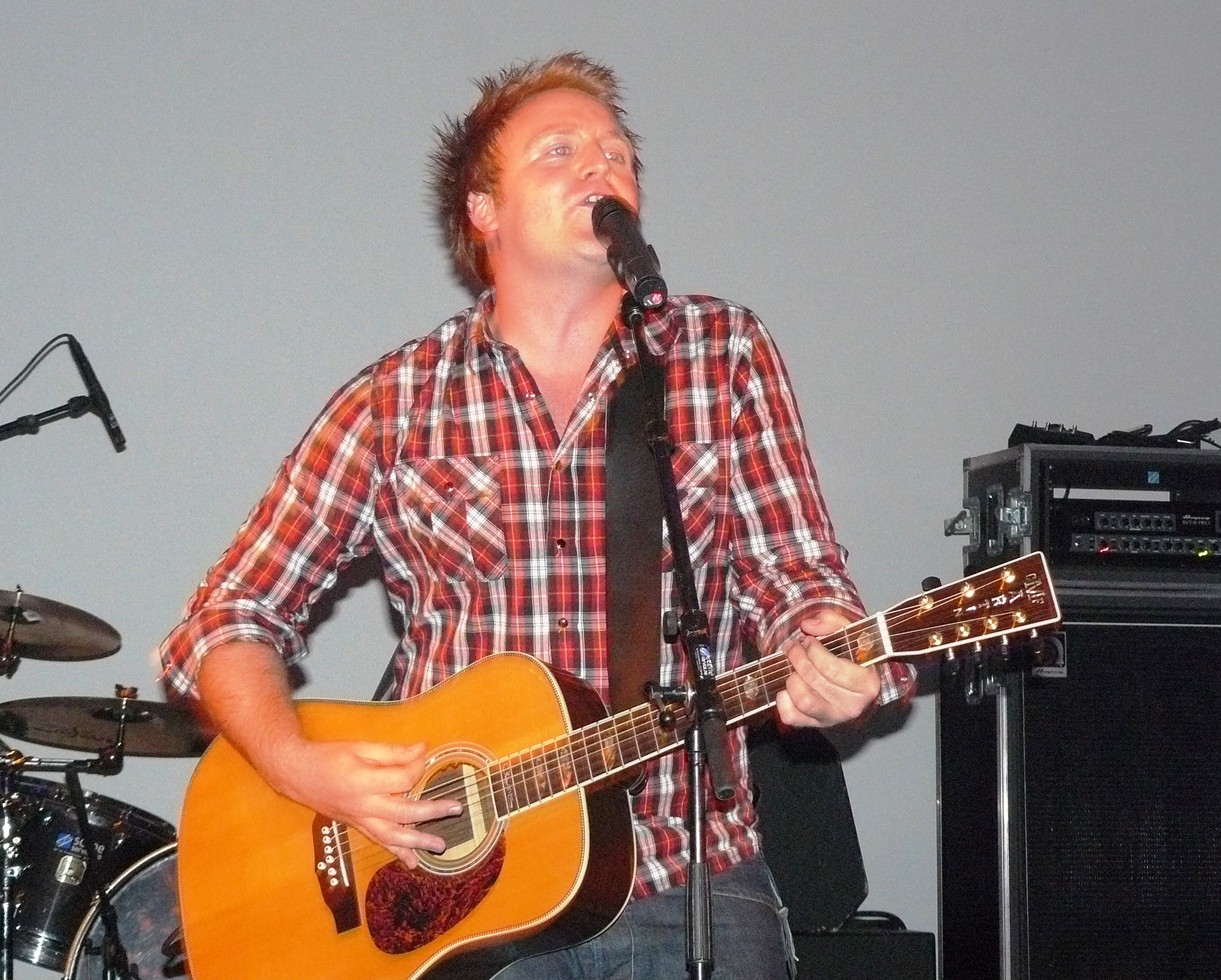
Askil Holm.

Askil Holm (19 augustus 1980) is een Noorse zanger en muzikant uit Namsos.
In 2006 maakte hij deel uit van een Noors gelegenheidskwartet dat in de media bekendstond als 'De Nye Gitarkameraterne' (De nieuwe gitaarvrienden). Het kwartet bestond naast Holm uit Espen Lind, Alejandro Fuentes en Kurt Nilsen. Hun albums Hallelujah Live en Hallelujah Live Vol. 2 verkochten in Noorwegen ieder 260.000 exemplaren.
- International Standard Name Identifier: 0000 0003 6274 9714
- MusicBrainz: c6d11ecb-1a46-4d0a-8588-1d880489fc27
- Virtual International Authority File: 17145971594632332888